# Erna Suhrborg
Erna Suhrborg, geb. Weidlich (* 1910 in Uerdingen; † 1995 in Wesel) war eine deutsche Malerin.

## Leben
Sie wurde 1910 in Uerdingen als zweites von sieben Kindern geboren. Ein Jahr später zog ihre Familie nach Amsterdam, später nach Rotterdam.
Von 1926 bis 1928 ließ sie sich in Rotterdam als Lehrerin für Kunstgewerbe ausbilden. In den 1930er Jahren erhielt sie eine künstlerische Ausbildung bei dem Maler Jan Damme, der hauptsächlich Porträts nach der Natur malte. Er hatte großen Einfluss auf das spätere Schaffen Erna Suhrborgs. Abstrakte Malerei lernte sie in dieser Zeit von dem in die Niederlande emigrierten deutschen Maler, Ernst Stahl aus Kassel. Sie probierte einige Malstile aus, aber der abstrakten Malerei blieb sie ein Leben lang treu.
1937 heiratete sie Dieter Suhrborg, Sohn eines Duisburger Kiesunternehmers. Mit ihm zog sie 1943 an den Niederrhein, zunächst nach Duisburg, dann nach Wesel. Die Auswirkungen des Zweiten Weltkriegs bekam auch die junge Familie zu spüren. Eine Bombe traf das Wohnhaus. Dadurch wurden fast alle Bilder von Erna Suhrborg zerstört, die vor dem Krieg entstanden waren. Wesel lag in Trümmern. An Kunst war nicht zu denken. Der Wiederaufbau rückte in den ersten Jahren nach dem Krieg in den Mittelpunkt der Familie Suhrborg.
Mit dem Wiederaufbau in den 1950er Jahren entschloss sich Erna Suhrborg, erneut zu malen. Sie knüpfte an ihre abstrakte Vorkriegskunst an und wurde einer breiteren Öffentlichkeit mit einer Ausstellung auf Schloss Ringenberg 1964 bekannt. Es folgten mehrere Ausstellungen. Ihre Bilder wurden weltweit ausgestellt. 1995 starb Erna Suhrborg.
Nach ihrem Tod würdigte die Stadt Wesel die Künstlerin anlässlich ihres 100. Geburtstags im Jahr 2010 mit einer umfangreichen Ausstellung im städtischen Museum. Sie war Ehrenmitglied des Niederrheinischen Kunstvereins. Zudem ist nach ihr eine Straße in Wesel benannt worden.

## Ausstellungen
- 1954 	Winterausstellung in Wesel
- 1964	Galerie Schloss Ringenberg
- 1965 	Raadhuis in Naarden (Niederlande)
- 1966	Kunstkabinett Bücherstube, Duisburg
- 1967	De Knipscheer, Laren (Niederlande)
- 1968	Galerie Sothmann, Amsterdam
- 1970	Verlagskollektiv Sehen, Wesel
- 1971	Haus im Park, Emmerich
- 1971	Dr. Kriegle-Vernissage, Duisburg
- 1975	Galerie Sothmann, Amsterdam
- 1977	Museum „Centrum De Vaart“, Hilversum
- 1979 	Verbandssparkasse Wesel
- 1979 	Raiffeisenbank Wesel
- 1981 	Städt. Museum Wesel
- 1986 	„Drei Generationen, drei Frauen“, Museum Kalkar
- 1989	Regionalmuseum des Landschaftsverbands Rheinland (Xanten), Niederrh. Kunstverein e.V.
- 1991	Kunst im Turm, Stadtwerke Wesel
- 2010	Städt. Museum Wesel

## Erna-Suhrborg-Preis
Im Jahr 2017 wurde erstmals der Erna-Suhrborg-Kunstpreis verliehen. Hans Dieter Suhrborg, Sohn von Erna Suhrborg, und seine Frau Gabriele (ebenfalls Künstlerin) hatten die Idee des Preises zur Förderung von Künstlerinnen ohne akademische Bildung. Die Stadt Wesel nahm diese Anregung gerne auf und lobte einen Wettbewerb aus. Der Preis soll alle drei Jahre vergeben werden.